# Ceratinopsis watsinga
Ceratinopsis watsinga är en spindelart som beskrevs av Chamberlin 1948. Ceratinopsis watsinga ingår i släktet Ceratinopsis och familjen täckvävarspindlar. Inga underarter finns listade i Catalogue of Life.